# Latina (Madrid)

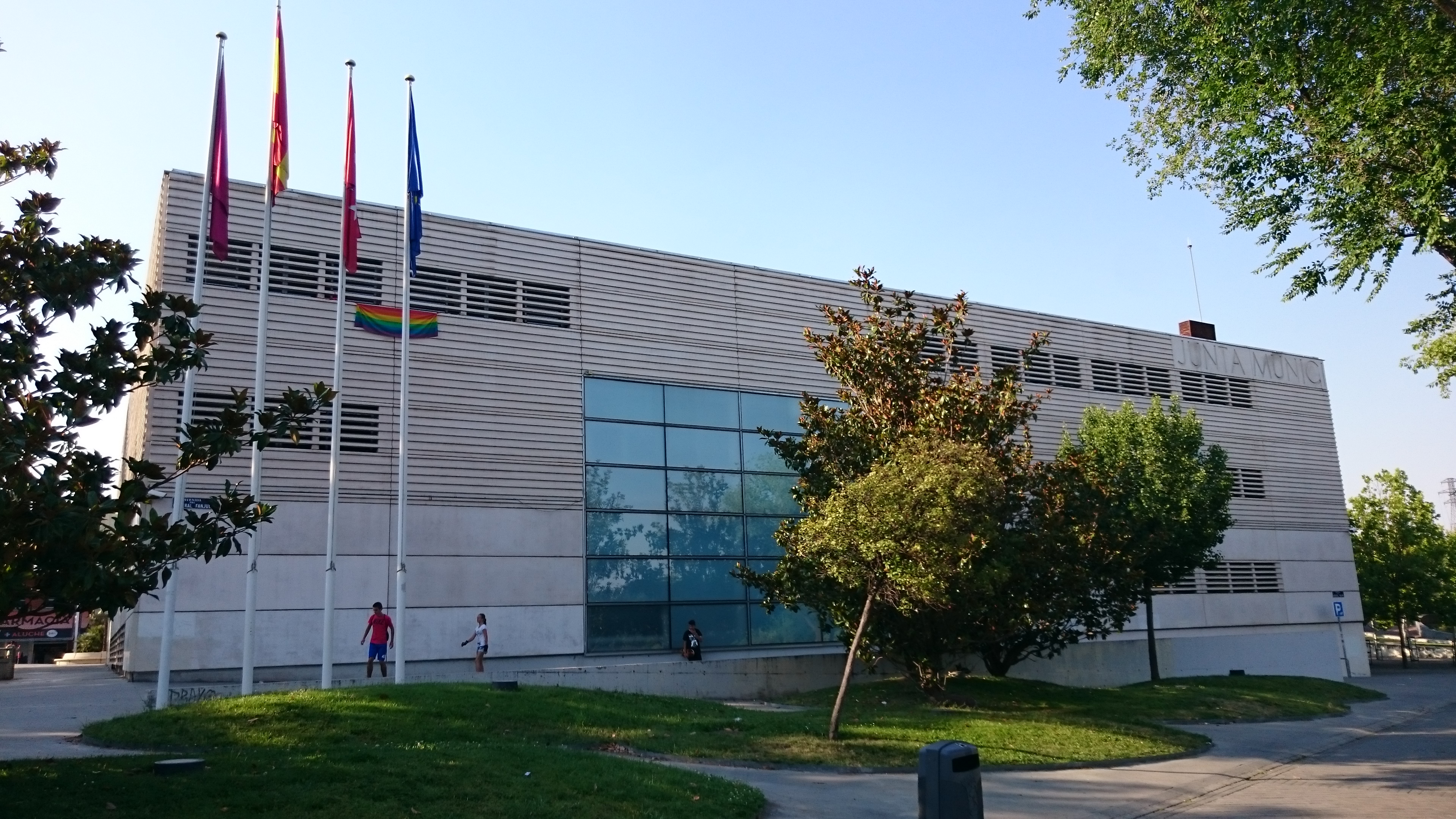
Sede de la Junta de Latina, el órgano de gobierno del distrito

Latina es uno de los 21 distritos que conforman la ciudad de Madrid. Está dividido administrativamente en los barrios de Los Cármenes (10.1), Puerta del Ángel (10.2), Lucero (10.3), Aluche (10.4), Campamento (10.5), Cuatro Vientos (10.6) y Las Águilas (10.7). No debe confundirse con el barrio de La Latina, en el distrito madrileño de Centro.

## Historia
El nombre del distrito proviene de la denominación con la que se conocía popularmente al antiguo Hospital de la Concepción, que era a su vez el apodo de su fundadora, Beatriz Galindo, amiga íntima de Isabel la Católica y en cuyo honor se ha levantado un monumento en la Puerta del Ángel.
El origen del distrito proviene de la división administrativa de Madrid, efectuada en 1845, en la que se establecen 10 distritos entre los que figura el de Latina. Sus territorios pertenecían a los términos municipales de los Carabancheles.
Debido a su ubicación cercana al centro de Madrid se inauguró en el distrito la estación de ferrocarril de Goya, en los terrenos cercanos al actual parque de Caramuel. Esta estación se denominó de Goya por su proximidad con la Quinta del Sordo, propiedad que el famoso pintor había adquirido en 1819 y donde pintó sus famosas Pinturas negras. Desde dicha estación partía el ferrocarril que unía desde 1891 Madrid con Navalcarnero y posteriormente ese mismo año con Villa del Prado. Finalmente en 1901 dicho ferrocarril fue prolongado hasta la ciudad toledana de Almorox.
Este ferrocarril fue llamado "el trenecillo" y tenía por objeto facilitar la entrada en Madrid de los abastecimientos agrícolas de la zona de los valles de los ríos Guadarrama y Alberche. Estuvo operativo hasta 1970
Con la anexión de los Carabancheles a Madrid el 29 de abril de 1948, todo el territorio del actual distrito entró a formar parte del distrito madrileño de Carabanchel.
El 1 de enero de 1971 el distrito de Carabanchel se divide en tres, dando lugar a los de Usera, Carabanchel y Latina. Sin embargo, Latina permanece unida a Carabanchel compartiendo Junta Municipal como "distrito dúplice" hasta la separación definitiva aprobada por el Ministerio de Gobernación el 14 de junio de 1976. A partir de 1980 se construye alrededor de la carretera de Extremadura hasta enlazar con los Carabancheles.
Si bien desde finales de los 70 se formaron varios poblados chabolistas en distintas localizaciones del distrito, actualmente dichos poblados han sido mayoritariamente desmantelados. El distrito hoy en día se constituye como eminentemente residencial y de gran crecimiento fundamentalmente por el desarrollo del PAU (Plan de Actuación Urbanística) de Carabanchel, ya que parte de dicho PAU discurre en terrenos del distrito Latina.

## Geografía

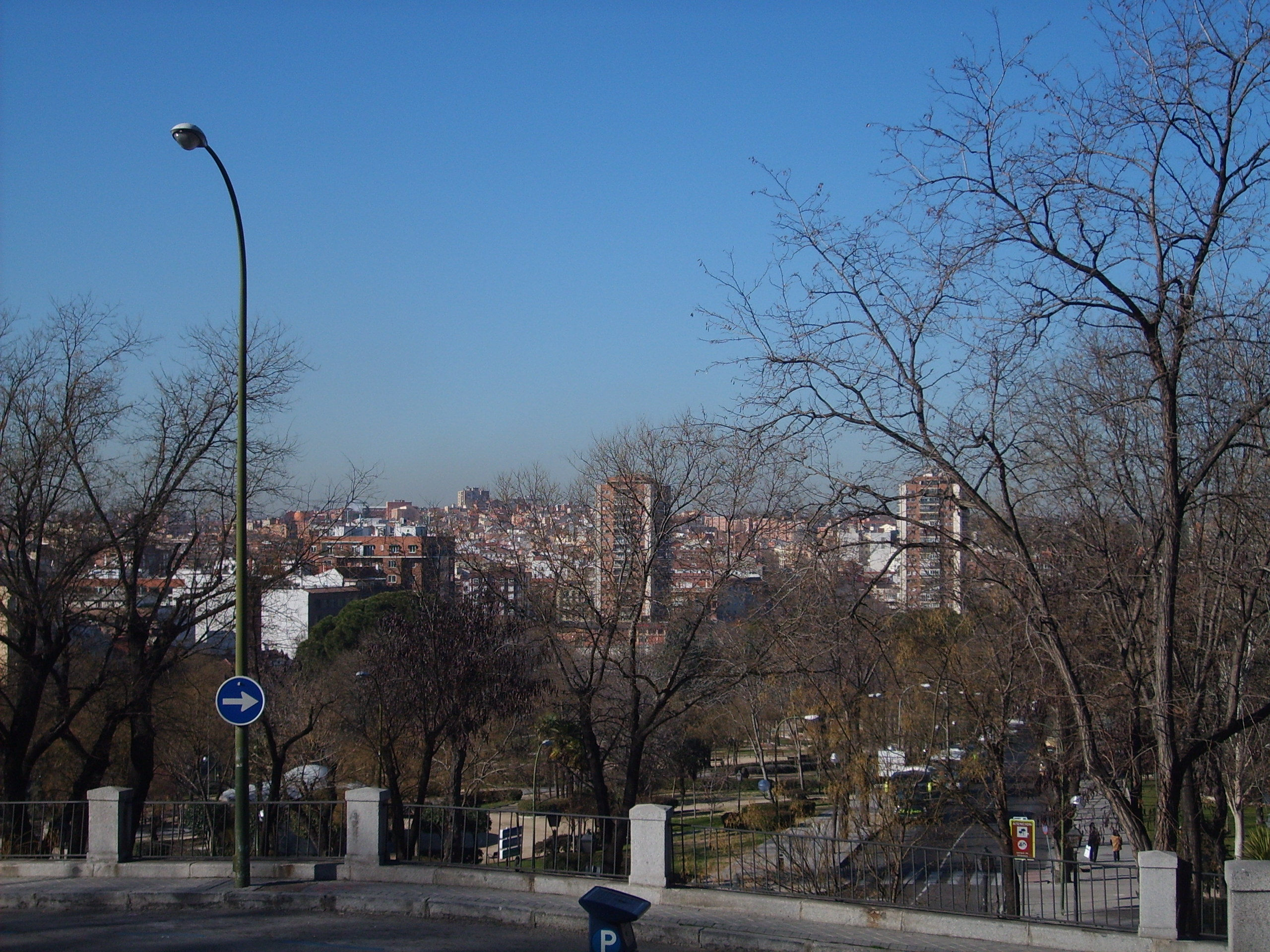
Vista del distrito de Latina desde la cuesta de la Vega

El distrito está situado al suroeste de la ciudad de Madrid. Se halla sobre unos terrenos de la era cuaternaria, formando un gran escalón sobre un estrato de la era terciaria. La topografía ofrece una ondulación del suelo en la que sobresalen varios cerros como Bermejo, de la Piedra, de los Alemanes, de los Cuervos, de la Mica (el de mayor altura) 
Presenta distintos arroyos afluentes del Manzanares (Luche, Caño Roto...), si bien hoy en día dichos arroyos se encuentran canalizados en el subsuelo.
En la actualidad el distrito discurre paralelamente a la carretera de Extremadura que hace de separación con la Casa de Campo. Tiene una superficie de 2542,97 hectáreas. Limita con los distritos de: Carabanchel, Arganzuela, Centro y Moncloa-Aravaca.

## Política
Gobierno
El gobierno y administración del distrito es ejercido por la Junta Municipal de Distrito Latina y la Junta de Gobierno de Madrid. Alberto González Díaz es el actual concejal presidente de la Junta de Distrito de Latina.
| Concejal presidente de Latina     | Inicio del mandato | Fin del mandato | Partido | Partido      |
| Julián Rebollo                    | 1979               | 1983            |         | PCE          |
| Francisco José Jiménez Martín     | 1983               | 1989            |         | PSOE         |
| Manuel Martínez-Blanco Mejía      | 1989               | 1991            |         | PP           |
| Sigfrido Herráez Rodríguez        | 1991               | 1995            |         | PP           |
| Antonio Moreno Bravo              | 1995               | 2002            |         | PP           |
| Ángel Garrido García              | 2002               | 2003            |         | PP           |
| María Nieves Sáez de Adana Oliver | 2003               | 2007            |         | PP           |
| María Begoña Larrainzar Zaballa   | 2007               | 2011            |         | PP           |
| Paloma García Romero              | 2011               | 2012            |         | PP           |
| José Manuel Berzal Andrade        | 2012               | 2015            |         | PP           |
| Esther Gómez Morante              | 2015               | 2018            |         | Ahora Madrid |
| Carlos Sánchez Mato               | 2018               | 2019            |         | Ahora Madrid |
| Alberto Serrano Patiño            | 2019               | 2023            |         | Ciudadanos   |
| Alberto González Díaz             | 2023               | -               |         | PP           |

## Organización territorial

División en barrios del distrito

El distrito es el número 10 de la ciudad de Madrid y se distribuye administrativamente en los barrios de Los Cármenes (10.1), Puerta del Ángel (10.2), Lucero (10.3), Aluche (10.4), Campamento (10.5), Cuatro Vientos (10.6) y Las Águilas (10.7).

## Cultura

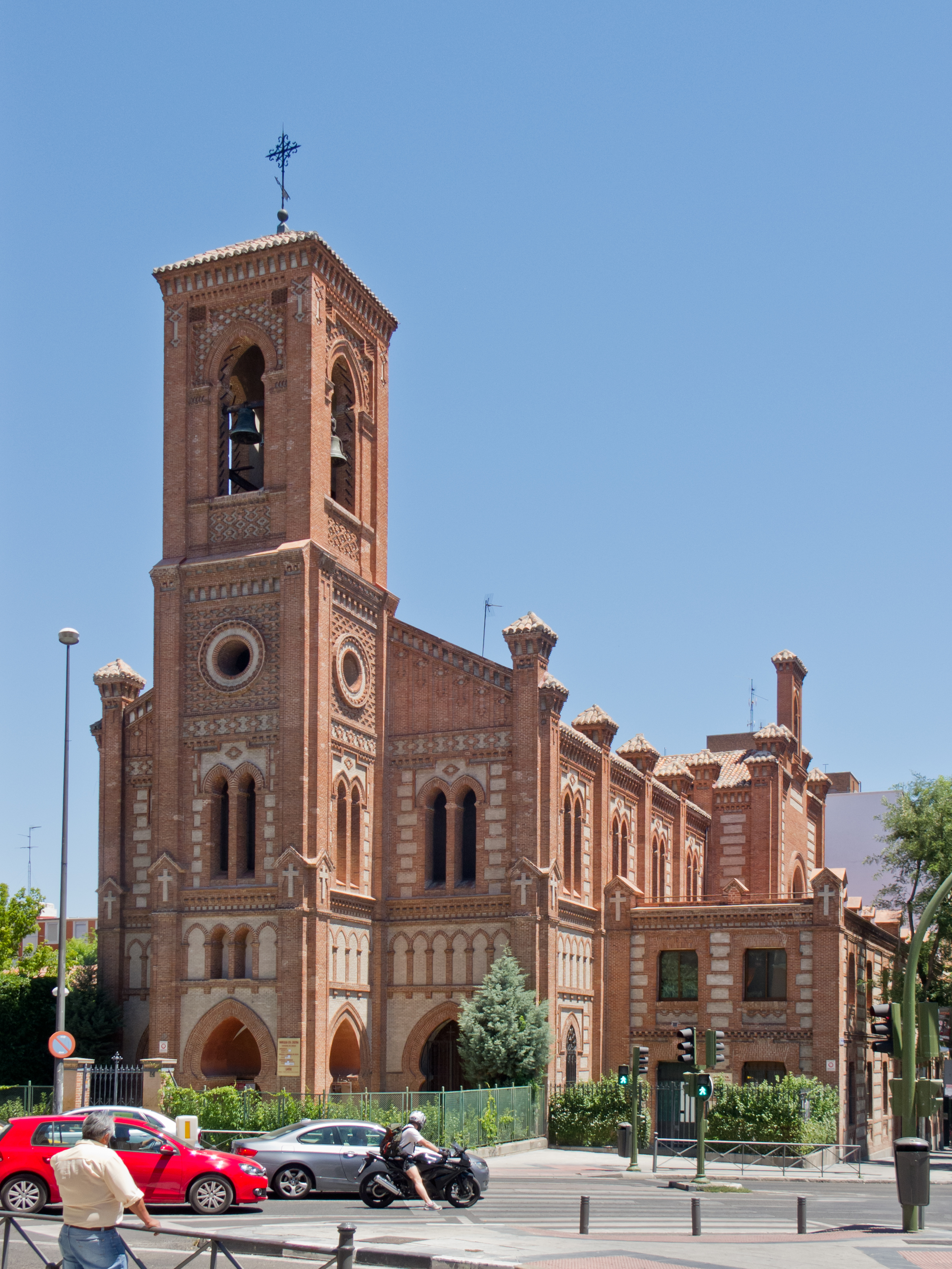
Iglesia de Santa Cristina. Paseo de Extremadura, 32. Construida por Enrique María Repullés y Vargas entre los años 1904 y 1906

### Fiestas
Dada la extensión del distrito se realizan fiestas en relación con las distintas zonas que lo componen. Las más importantes del distrito son las fiestas del barrio de Aluche. Los festejos se realizan según el siguiente calendario:
- Los Cármenes: 15 de mayo.
- Parque Europa: mediados de mayo.
- Aluche: última semana de mayo y primera de junio.
- Puerta del ángel. En junio (15 de junio en 2024)
- Batán y Dehesa del Príncipe: tercera semana de junio.
- Las Águilas: cuarta semana de junio (sin celebrarse desde hace años).
- Alto de Extremadura: tercera semana de julio (sin celebrarse desde hace años).
- Barrio de Goya: primera semana de septiembre (sin celebrarse desde hace años).
- Lucero: última semana de septiembre.

### Centros culturales
- Centro sociocultural Rosario de Acuña.
- Centro sociocultural El Greco.
- Centro cultural José Luis Sampedro.
- Centro cultural Sara Montiel.
- Centro cultural Fernando de los Ríos.
- Auditorio y sala de exposiciones Paco de Lucía.
- Centro sociocultural Almirante Churruca.
- Centro cultural Miguel Hernández.
- Centro sociocultural Latina.

### Bibliotecas
- Biblioteca municipal Ángel González.
- Biblioteca municipal Aluche.
- Biblioteca autonómica Antonio Mingote.

### Salas de lectura
- Sala de lectura Paseo de Extremadura.
- Sala de lectura Cebreros.
- Sala de lectura Cayetano Pando.
- Sala de lectura Maqueda.

### Otros espacios culturales
- Conservatorio de música Teresa Berganza.
- Museo de la Aeronáutica y Astronáutica de Cuatro Vientos.
- Exposición permanente del yacimiento paleontológico de Vía Carpetana en la estación de metro Carpetana.

## Transporte

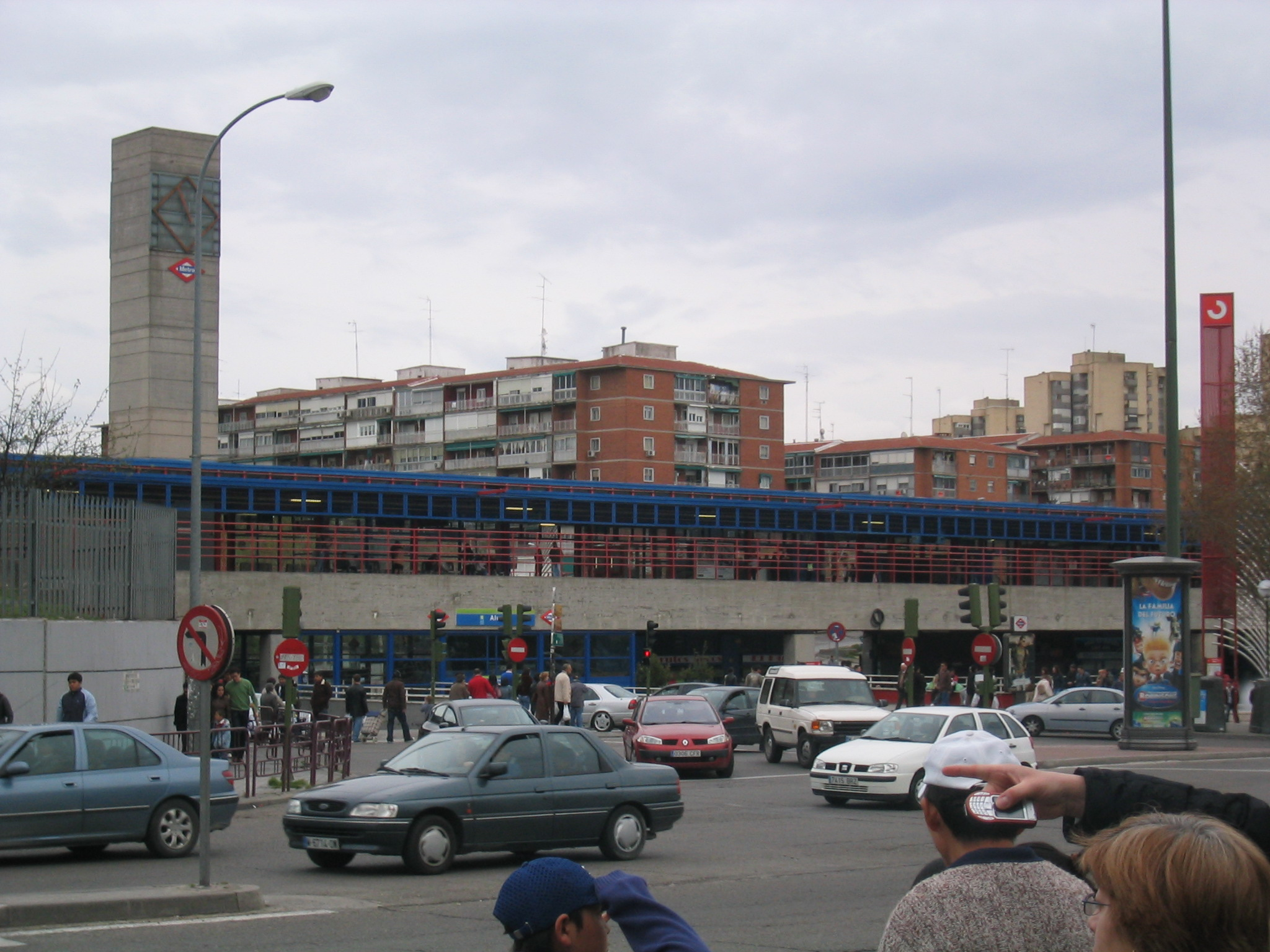
Imagen del intercambiador de Aluche

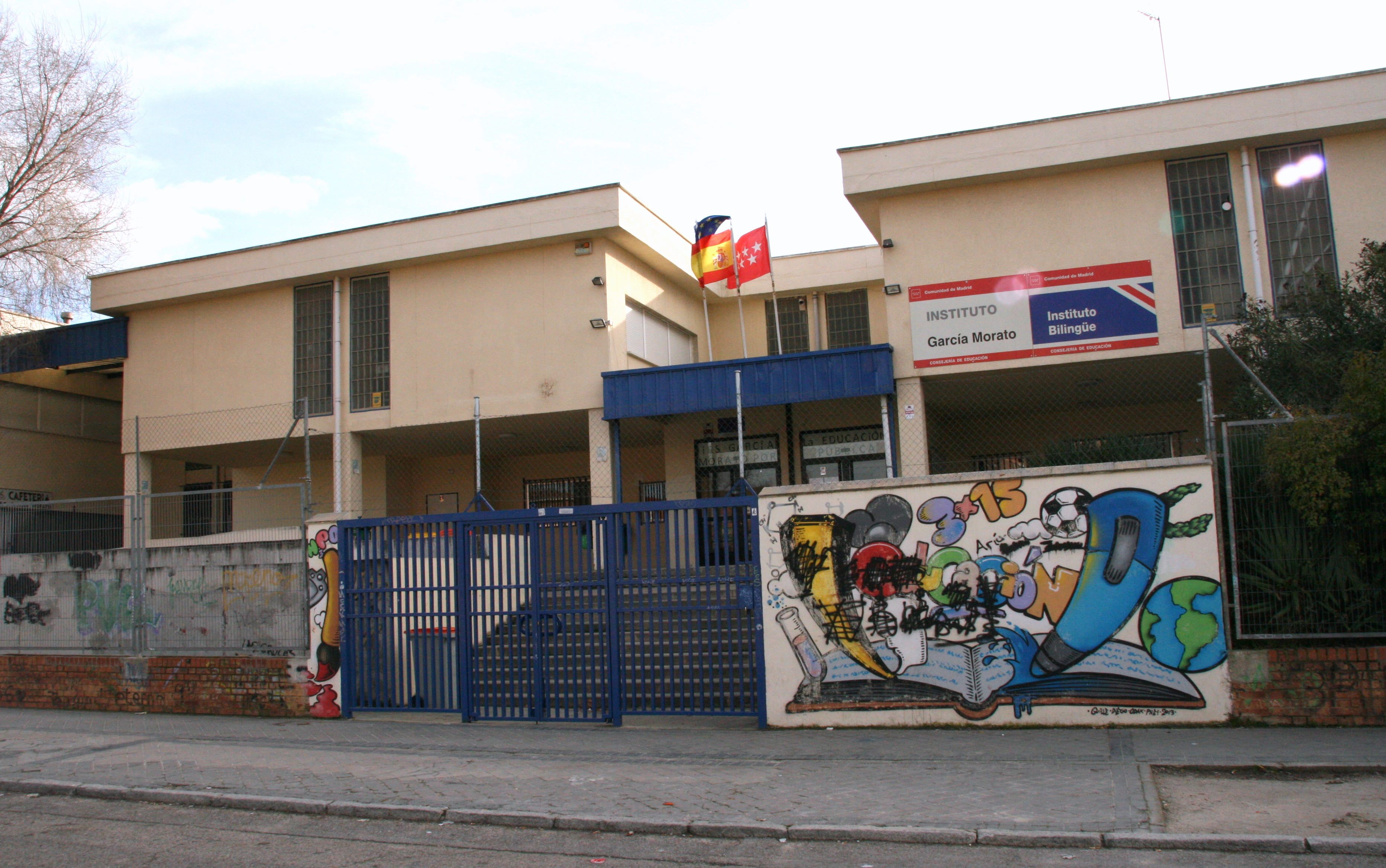
Instituto de Enseñanza Secundaria García Morato de Madrid, sito en la calle General Saliquet del barrio de las Águilas

### Ferrocarril
Se encuentran dentro de este distrito las siguientes estaciones de Cercanías Madrid, pertenecientes a la línea C-5:
- Laguna (Lucero-Los Cármenes)
- Aluche (Aluche)
- Maestra Justa Freire-Polideportivo Aluche (Las Águilas)
- Las Águilas (Las Águilas)
- Cuatro Vientos (Cuatro Vientos)

### Metro
Son varias las líneas que atraviesan este distrito:
- Línea 5 (Metro de Madrid): da servicio a los barrios de Aluche y Campamento con las estaciones de Casa de Campo, Carabanchel, Eugenia de Montijo, Aluche, Empalme y Campamento.
- Línea 6 (Metro de Madrid): da servicio a los barrios de Puerta del Ángel, Lucero y Los Cármenes con las estaciones de Puerta del Ángel, Alto de Extremadura, Lucero, Laguna y Carpetana.
- Línea 10 (Metro de Madrid): da servicio a los barrios de Batán, Campamento, Las Águilas y Cuatro Vientos con las estaciones de Batán, Casa de Campo, Colonia Jardín, Aviación Española y Cuatro Vientos.

### Aeropuerto
En el extremo sur del distrito de Latina se encuentra la Base Aérea del Ejército del Aire y Aeropuerto civil de Cuatro Vientos, el más antiguo de Madrid de los que siguen en uso y de los más antiguos de España. Este aeropuerto está dedicado a la aviación general, ejecutiva y formación aeronáutica, careciendo de vuelos regulares. El aeropuerto con vuelos regulares más cercano es el de Barajas, el principal aeropuerto de Madrid, situado al noreste de la ciudad

### Autobuses
Son varias las líneas urbanas e interurbanas que recorren los barrios de este distrito.

#### Líneas urbanas
Dentro de la red de la Empresa Municipal de Transportes de Madrid, las siguientes líneas prestan servicio a barrios de este distrito:
| Línea | Terminales                                      |
| ----- | ----------------------------------------------- |
| 17    | Plaza Mayor – Parque Europa                     |
| 25    | Plaza de España – Casa de Campo                 |
| 31    | Plaza Mayor – Aluche                            |
| 33    | Príncipe Pío – Casa de Campo                    |
| 34    | Cibeles – Las Águilas                           |
| 36    | Atocha – Campamento                             |
| 39    | Plaza de España – Colonia San Ignacio de Loyola |
| 55    | Atocha – Batán                                  |
| 65    | Jacinto Benavente – Colonia Gran Capitán        |
| 119   | Atocha – Barrio de Goya                         |
| 121   | Campamento – Hospital 12 de Octubre             |
| 131   | Campamento – Villaverde Alto                    |
| 138   | Cristo Rey – Colonia San Ignacio de Loyola      |
| 139   | Dehesa del Príncipe – Carabanchel Alto          |
| 155   | Plaza Elíptica – Aluche                         |
| 158   | Plaza de España - Los Cármenes                  |
| H     | Aluche – Campus de Somosaguas                   |
| N16   | Cibeles – La Peseta                             |
| N17   | Cibeles – Carabanchel Alto                      |
| N18   | Cibeles – Las Águilas                           |
| N19   | Cibeles – Colonia San Ignacio de Loyola         |
| N26   | Alonso Martínez – Aluche                        |
| SE832 | Príncipe Pío - Hospital Fundación San José      |
| SE1   | Aluche – Cuatro Vientos                         |
| SE2   | Plaza Elíptica – Cuatro Vientos                 |
| SE3   | Batán – Barrio Lucero (circular)                |

| línea | vías cubiertas sentido ida | vías cubiertas sentido vuelta |
| ----- | --- | --- |
| 17    | Vía Carpetana, Cº de los Ingenieros, Nuestra Señora de la Luz, Ocaña, Avda. General Fanjul, Avda. Rafael Finat, General Romero Basart, Fuente del Tiro, Fuente de Lima                                              | Fuente de Lima, Fuente del Tiro, Avda. General Fanjul, General Romero Basart, Avda. Rafael Finat, Ocaña, Nuestra Señora de la Luz [...] Vía Carpetana                                            |
| 25    | Pº Ermita del Santo, Gallur, Duquesa de Parcent, Camarena, Illescas, Seseña | Seseña, Illescas, Camarena, Duquesa de Parcent, Avda. Nuestra Señora de Valvanera, Vía Carpetana, Pº Ermita del Santo                                                                            |
| 31    | Pº de Extremadura, Higueras, Alhambra, Duquesa de Parcent, Los Yébenes, Illescas, Camarena | Pº de Extremadura, Higueras, Alhambra, Duquesa de Parcent, Los Yébenes, Illescas, Camarena |
| 33    | Pº de Extremadura | Villamanín, Pº de Extremadura |
| 34    | Joaquín Turina, General Millán Astray, General Romero Basart, Oliva de Plasencia, Mirabel, Avda. General Fanjul | Joaquín Turina, General Millán Astray, General Romero Basart, Oliva de Plasencia, Mirabel, Avda. General Fanjul                                                                                  |
| 36    | Pº de Extremadura, Sebastián Álvaro | Sebastián Álvaro, Avda. de los Poblados, Avda. Padre Piquer, Pº de Extremadura |
| 39    | Pº de Extremadura, Avda. Aviación, Navalmoral de la Mata, Salorino, Oliva de Plasencia, General Romero Basart | General Romero Basart, General Saliquet, Aldeanueva de la Vera, Avda. Aviación, Pº de Extremadura                                                                                                |
| 55    | Avda. Nuestra Señora de Valvanera, Alhambra, Concejal Francisco José Jiménez Martín, Barberán y Collar, Cº Viejo de Campamento                                                                                      | Avda. Nuestra Señora de Valvanera, Alhambra, Concejal Francisco José Jiménez Martín, Barberán y Collar, Cº Viejo de Campamento                                                                   |
| 65    | Pº de Extremadura, Villamanín, Cº Viejo de Campamento, Ctra. de Boadilla del Monte, Sanchidrián, Adanero | Adanero, Sanchidrián, Villaviciosa, Cº Viejo de Campamento, Villamanín, Pº de Extremadura |
| 119   | Avda. Nuestra Señora de Valvanera, Alhambra, Concejal Francisco José Jiménez Martín, Pablo Sarasate | Pablo Sarasate, Caramuel, Concejal Francisco José Jiménez Martín, Alhambra, Avda. Nuestra Señora de Valvanera                                                                                    |
| 121   | Seseña, Avda. Padre Piquer, Illescas, Valmojado, Avda. de los Poblados | Avda. de los Poblados, Camarena, Illescas, Seseña |
| 131   | Seseña, Avda. Padre Piquer, Avda. de los Poblados | Avda. de los Poblados, Avda. Padre Piquer, Escalona, Seseña |
| 138   | Saavedra Fajardo, Doña Berenguela, Caramuel, Pº de los Olivos, María del Carmen, Sepúlveda, Valmojado, Avda. General Fanjul, Avda. Rafael Finat, Avda. Aviación, Mirabel, Oliva de Plasencia, General Romero Basart | General Romero Basart, Avda. Rafael Finat, Valmojado, Sepúlveda, Pº de los Olivos, Caramuel, Pº de Extremadura                                                                                   |
| 139   | Coraceros, Avda. Arqueros, Avda. Aviación, Avda. Rafael Finat, C/General Romero Basart, Avda. General Fanjul, Avda. de los Poblados                                                                                 | Avda. de los Poblados, Avda. General Fanjul, General Romero Basart, Avda. Rafael Finat, Avda. Aviación, Pº Húsares, Pº Lanceros, Pº Alabarderos, Coraceros                                       |
| 155   | Avda. de la Peseta, Ctra. Barrio de la Fortuna, General Millán Astray, General Romero Basart, La Vidauba, Avda. Rafael Finat                                                                                        | Avda. General Fanjul, La Vidauba, General Romero Basart, General Millán Astray, Ctra. Barrio de la Fortuna, Avda. de la Peseta                                                                   |
| 158   | Pº de Extremadura, Guadarrama, La Fortuna, Pza. Salvador Crespo, Pº de los Olivos, Higueras, Pza. Achicoria, Alhambra, Gta. Los Cármenes                                                                            | Gta. Los Cármenes, Alhambra, Pza. Achicoria, Higueras, Jaraíz de la Vera, Pº de los Olivos, Pza. Salvador Crespo, María del Carmen, Galiana, Pº de los Jesuitas, Santa Úrsula, Pº de Extremadura |
| N16   | Vía Carpetana | Vía Carpetana |
| N18   | Pº de Extremadura, Higueras, Pza. Achicoria, Alhambra, Duquesa de Parcent, Camarena, Illescas, Tembleque, Maqueda                                                                                                   | Maqueda, Camarena, Duquesa de Parcent, Alhambra, Pza. Achicoria, Higueras, Pº de Extremadura |
| N19   | Pº de Extremadura, Avda. Aviación, Mirabel, Oliva de Plasencia, General Romero Basart | General Romero Basart, General Millán Astray, Avda. Aviación, Pº de Extremadura |

#### Líneas interurbanas
| línea                                                                               | vías cubiertas sentido ida                                                                  | vías cubiertas sentido vuelta                                                               |
| ----------------------------------------------------------------------------------- | ------------------------------------------------------------------------------------------- | ------------------------------------------------------------------------------------------- |
| 482 491 492 493                                                                     | Avda. de los Poblados (cabecera)                                                            | Avda. de los Poblados (cabecera)                                                            |
| 483 487                                                                             | Avda. Rafael Finat, General Millán Astray, Avda. de la Aviación, Ctra. Barrio de la Fortuna | Avda. Rafael Finat, General Millán Astray, Avda. de la Aviación, Ctra. Barrio de la Fortuna |
| 486                                                                                 | Avda. de la Aviación, Ctra. Barrio de la Fortuna                                            | Avda. de la Aviación, Ctra. Barrio de la Fortuna                                            |
| 495 511 512 513 514 516 518 521 522 523 528 534 539 541 545 546 547 548 551 560 581 | Pº de Extremadura                                                                           | Pº de Extremadura                                                                           |
| 532                                                                                 | Ctra. Carabanchel a Aravaca                                                                 | Ctra. Carabanchel a Aravaca                                                                 |
| 561 561A 561B 562 563 564 571 572 574                                               | Avda. de los Poblados, Ctra. Carabanchel a Aravaca                                          | Avda. de los Poblados, Ctra. Carabanchel a Aravaca                                          |
| 573                                                                                 | Pº de Extremadura, Ctra. Carabanchel a Aravaca                                              | Ctra. Carabanchel a Aravaca, Avda. Padre Piquer                                             |

## Zonas verdes
- Parque Aluche.
- Parque de la Cuña Verde de Latina.
- Parque de las Cruces.
- Parque del Cerro Almodóvar.
- Parque de Caramuel.
- Parque de la Ermita del Santo.
- Parque de Clara Campoamor.
- Parque de Félix Cortés.
- Parque de Juan Carmona "Habichuela".
- Jardines de Yolanda González Martín.
- Jardines de Juan Carlos Argüello "Muelle".
- Pinar de San José.
- Corredor del arroyo Meaques y retamares.

## Deporte

### Centros deportivos (polideportivos)
- Centro deportivo municipal de Aluche.
- Centro deportivo municipal de Gallur.
- Centro deportivo municipal de El Olivillo.
- Centro deportivo municipal de Las Cruces.

### Instalaciones deportivas básicas
Hay 36 instalaciones deportivas básicas en todo el distrito. Comprenden campos de fútbol, pistas de fútbol sala, canchas de baloncesto, pistas de patinaje, pistas de bolos y petanca, espacios de tenis de mesa, pistas de ecuavoley y pistas de chito y calva.

## Educación

### Educación infantil, primaria y secundaria
En el distrito de Latina, hay 38 escuelas infantiles (7 públicas y 31 privadas), 20 colegios públicos de educación infantil y primaria, 8 institutos de educación secundaria y 22 colegios privados (con y sin concierto).

### Formación Profesional (FP)
- Leonardo da Vinci
- Escuela Politécnica Giner (concertado)
- Divino Maestro (concertado)
- Institución La Salle (concertado)

### Universidad
- Universidad Nacional de Educación a Distancia Jacinto Verdaguer, centro asociado

### Educación para adultos
- Centro de educación de personas adultas Aluche
- Centro de educación de personas adultas Cid Campeador
- Centro de formación y empleo Los Cármenes

## Salud

### Hospitales
- Hospital Central de la Defensa Gómez Ulla
- Hospital Clínico San Carlos (hospital de referencia de la mayor parte de Latina aunque ubicado en Moncloa-Aravaca)

### Centro de especialidades
- Centro de especialidades Avenida de Portugal

### Centros de salud
- Centro de salud Campamento
- Centro de salud Cebreros
- Centro de salud Maqueda (ubicado en C/ Seseña)
- Centro de salud Puerta del Ángel
- Centro de salud Pascual Rodríguez
- Centro de salud Valle-Inclán
- Centro de salud Caramuel
- Centro de salud Los Cármenes
- Centro de salud Los Yébenes
- Centro de salud Lucero
- Centro de salud Las Águilas
- Centro de salud General Fanjul

### Centro de Madrid Salud
- Centro de Madrid Salud Latina (Pº Extremadura, 147)

### Centros de salud mental
- Centro de salud mental Latina - Las Águilas
- Centro de salud mental Latina - Galiana

### Centro de protección animal
- Centro de Protección Animal (Ctra. de la Fortuna, 33)

## Servicios sociales
- Centro de Servicios Sociales Fuerte de Navidad
- Centro de Servicios Sociales Los Yébenes
- Centro de Servicios Sociales Gallur

### Centros de mayores
- Centro municipal de mayores Ciudad de Méjico
- Centro municipal de mayores Campamento
- Centro municipal de mayores Lucero
- Centro municipal de mayores Cerro Bermejo
- Centro municipal de mayores Gertrudis de la Fuente
- Centro de mayores Aluche (concertado; autonómico)
- Centro de mayores Los Cármenes (concertado; autonómico)

### Centros de día
- Centro de día Los Cármenes (concertado; autonómico)
- Centro de día y residencia para mayores dependientes Ballesol Latina (concertado; autonómico)